# Theresa Eslund
Theresa Eslund (született: Theresa Nielsen, Koppenhága, 1986. július 20. –) Európa-bajnoki ezüstérmes dán női válogatott labdarúgó, hátvédként szerepel a hazája bajnokságában érdekelt Brøndby IF csapatánál.

## Pályafutása
Nielsen Koppenhága Valby városrészében született. 6 évesen csatlakozott a Rikken FC sportiskolájához.

### Klubcsapatban
2009-től a Brøndby IF játékosaként szerzett nemzetközi hírnevet magának, és 2012-ben a bajnoki cím és a kupagyőzelem mellé az Év játékosa díjat is bezsebelhette. A Brøndby színeiben öt bajnoki címet és hét kupagyőzelmet szerzett.
A hazai sikerek után, új kihívást keresve igazolt a norvég Vålerenga együtteséhez, ahol – bár csapata a hetedik helyen végzett a bajnokságban – az Év legjobb védőjeként távozhatott Oslóból az Egyesült Államokba, a Reign FC csapatához.
A 2018-as pontvadászat befejeztével  az  ausztrál Melbourne City kölcsönszerződést ajánlott fel számára és 2018. október 11-től 12 mérkőzést a W-League bajnokságában szereplő égszínkékeknél töltött. A kölcsön lejártával visszatért az Egyesült Államokba.
2020. november 16-án visszatért Dániába és korábbi klubjához, a Brøndby IF együtteséhez kétéves kontraktust írt alá.

### A válogatottban
2008. március 5-én Németország ellen szerepelt első alkalommal a válogatottban. A 2017-es Európa-bajnokságon ezüstérmet szerzett Dániával, valamint a torna csapatába is beválogatták.

## Statisztikái
| Sorozat                  | Dátum      | Helyszín                    | Ellenfél     | Gól | Eredmény | Forrás |
| ------------------------ | ---------- | --------------------------- | ------------ | --- | -------- | ------ |
| 2011-es Algarve-kupa     | 2011–03–02 | Algarve Stadion, Faro-Loulé | Kína         | 1   | 1–0      | [ 9 ]  |
| 2013-as Eb-selejtező     | 2011–09–21 | Jereván                     | Örményország | 1   | 0–5      | [ 10 ] |
| 2013-as Eb-selejtező     | 2011–10–26 | Barcelos                    | Portugália   | 1   | 0–3      | [ 11 ] |
| 2017-es Európa-bajnokság | 2017–07–30 | Het Kasteel, Rotterdam      | Németország  | 1   | 2–1      | [ 12 ] |
| 2019-es vb-selejtező     | 2018–06–12 | Energi Viborg Arena, Viborg | Magyarország | 1   | 5–1      | [ 13 ] |

## Sikerei, díjai

### Klubcsapatokban
Dán bajnok (5):
- Brøndby IF (5): 2010-2011, 2011-2012, 2012-2013, 2014-2015, 2016-2017

 Dán kupagyőztes (7):
- Brøndby IF (7): 2009-2010, 2010-2011, 2011-2012, 2012-2013, 2013-2014, 2014-2015, 2016-2017

 A norvég bajnokság legjobb védője (1): 
- 2017

### A válogatottban
Dánia
- Európa-bajnoki ezüstérmes: 2017